# Буйнакськ
Буйна́кськ (кум. Темирхан-шура) — місто (з 1866) в Росії, центр Буйнакського району Дагестану. Утворює міський округ місто Буйнакськ.

## Географія
Місто розташоване на гірській річці Шура-озень, за 41 км від Махачкали. Залізнична станція. Вузол автомобільних доріг.
В околицях Буйнакська — кліматична курортна місцевість (протитуберкульозні санаторії тощо).

## Історія

### Заснування фортеці
За переказами, заснування міста пов'язана з ім'ям Тамерлана (Темір-Хана). В 1396 році військо Тамерлана стояло табором біля озера, названого горцями Темір-Хан-Шура (Ша́ра́ — даргинською «озеро», тобто, все разом — «озеро Тамерлана»; озеро осушено в 1854). На місці стоянки війська виник однойменний аул, який входив спочатку до володіння Тарковського шамхала, потім в особливий спадок Бамата. В 1832 р поблизу аулу було засновано російське укріплення з тією ж назвою, в 1834 р розширене і призначене місцеперебуванням командувача військами в Північному Дагестані. 11 листопада 1843 р Шаміль осадив це укріплення, яке захищали гарнізоном в 4000 людей, але взяти не зміг і 15 грудня був розбитий підоспілим на виручку генерал-майором Фрейтагом. В 1847 р фортеця призначена місцеперебуванням керуючого громадянської частиною в Прикаспійському краї.

### Темір-Хан-Шура до 1917 року
З 1866 року Темір-Хан-Шура отримала права міста і стала адміністративним центром Дагестанської області. В кінці XIX ст. в місті було 9089 жителів (рахуючи гарнізон у 2427 чоловік): 4633 православних, 1950 євреїв, 1241 мусульманин (з них 455 шиїтів, решта суніти), 685 вірмен, 433 католика, 121 протестант і 26 старообрядців. Було 634 житлових будинки та 128 крамниць і складів; реальне, церковно-парафіяльне і початкова міське училища, жіноча гімназія, 2 єврейські школи, лікарня, амбулаторія, військовий лазарет, друкарня. 4 церкви (2 православних (Андріївський військовий собор), католицька та вірменська), 2 мечеті, 2 синагоги. 10 фабрик і заводів (пивоварні, цегляні, миловарні та ін.). Пам'ятники: князю М. З. Аргутінському-Долгорукову, рядовому Агафонову Нікітіну і в пам'яті взяття Гуніба.

### XX століття
У листопаді 1919 — травні 1920 Темір-Хан-Шура була місцеперебуванням уряду Республіки Горців Кавказу. Після цього до весни 1920 під владою денікінського Уряду Півдня Росії. 13 листопада 1920 року на надзвичайному з'їзді народів Кавказу в Темір-Хан-Шурі нарком у справах національностей Сталін проголосив Дагестан автономною республікою. В 1922 році перейменований на честь учасника боротьби за радянську владу в Дагестані У. Д. Буйнакського.
Буйнакськ сильно постраждав під час землетрусу 14 травня 1970 року.
4 вересня 1999 року в Буйнакську стався теракт, що поклав початок серії вибухів житлових будинків у Росії.

## Населення
За переписом 1897 року у містечку проживало 9 214 осіб. Розподіл населення за мовою згідно з переписом 1897 року:
| Мова       | Осіб  | Відсоток |
| ---------- | ----- | -------- |
| російська  | 3 029 | 32,87 %  |
| кумицька   | 1 459 | 15,83 %  |
| єврейська  | 1 197 | 12,99 %  |
| українська | 811   | 8,80 %   |
| перська    | 459   | 4,98 %   |
| польська   | 443   | 4,81 %   |
| аварська   | 441   | 4,79 %   |
| вірменська | 420   | 4,56 %   |
| татарська  | 397   | 4,31 %   |
| інші       | 558   | 6,06 %   |
| Разом      | 9 214 | 100 %    |

## Економіка
Промисловість
Фабрики: меблева, взуттєва, трикотажна, швейна. (не функціонують)
Заводи: агрегатний, приладобудівний і шиноремонтний, консервний (виробляє варення, джеми, компоти). Буйнакський агрегатний завод виробляє гідравлічні й паливні агрегати, електроніку.